# Katharina Keil
Katharina Keil (* 19. April 1993 in Bad Ischl) ist eine ehemalige österreichische Skispringerin.

## Werdegang
Bei den Österreichischen Schülermeisterschaftenskisprungmeisterschaften 2008 in Villach wurde Keil überraschend Dritte, nachdem sie erst zweieinhalb Jahre zuvor mit dem Skispringen begonnen hatte. Am 10. Januar 2009 gab sie in Schonach im Schwarzwald ihr Debüt im Continental Cup und belegte den 35. Platz. Eine Woche später holte sie in Baiersbronn als 21. erstmals Continental Cuppunkte. Bei der Junioren-WM in Štrbské Pleso belegte Keil den 25. Platz. Kurz darauf holte sie in Notodden als 14. ihr in dieser Saison bestes Ergebnis. Im Sommer 2009 blieb sie jedoch ohne Punkt. In der Saison 2009/10 startete Keil erstmals regelmäßig im Continental Cup. Bei der Junioren-WM in Hinterzarten belegte Keil den 20. Platz. Ihr in dieser Saison bestes Ergebnis war ein 17. Rang in Zakopane. In der Saison 2010/11 holte sie erstmals regelmäßig Punkte. Bei den Nordischen Junioren-Skiweltmeisterschaften 2011 in Otepää wurde Keil 10. In Ramsau holte sie mit Platz 9 ihr bislang bestes Ergebnis im Continental Cup. Am 3. Dezember 2011 gab sie ihr Debüt im Weltcup in Lillehammer, wurde 28. und holt gleich beim ersten Weltcup drei Weltcuppunkte. Im weiteren Verlauf der Saison kam sie nur in Val di Fiemme, Hinzenbach und Ljubno in den zweiten Durchgang und belegte im Gesamtweltcup den 39. Platz. Bei den Nordischen Junioren-Skiweltmeisterschaften 2012 in Erzurum sprang sie im Einzel auf Platz 26 und im Team auf Platz achte. In der Alpencup-Saison 2012/13 sprang sie in Einsiedeln knapp mit Platz vier am Podest vorbei. Im Dezember 2013 wurde Keil mit dem Silbernen Sportehrenzeichen gewürdigt.
International trat sie letztmals bei der Winter-Universiade 2015 an.

## Erfolge

### Weltcup-Platzierungen
| Saison  | Platz | Punkte |
| ------- | ----- | ------ |
| 2011/12 | 39.   | 032    |
| 2013/14 | 65.   | 002    |

### Continental-Cup-Platzierungen
| Saison  | Platz | Punkte |
| ------- | ----- | ------ |
| 2008/09 | 44.   | 060    |
| 2009/10 | 31.   | 080    |
| 2010/11 | 28.   | 176    |
| 2011/12 | 35.   | 036    |
| 2012/13 | 26.   | 014    |

### Nationale Erfolge
| Österreichische Meisterschaften | Österreichische Meisterschaften | Österreichische Meisterschaften | Österreichische Meisterschaften |
| ------------------------------- | ------------------------------- | ------------------------------- | ------------------------------- |
| Bronze                          | 2009 in Villach                 | Bronze im Einzel                |                                 |
| Bronze                          | 2010 in Stams                   | Bronze im Einzel                |                                 |
| Bronze                          | 2011 in Hinzenbach              | Bronze im Einzel                |                                 |

| Österreichische Jugendmeisterschaften | Österreichische Jugendmeisterschaften | Österreichische Jugendmeisterschaften | Österreichische Jugendmeisterschaften |
| ------------------------------------- | ------------------------------------- | ------------------------------------- | ------------------------------------- |
| Bronze                                | 2009 in Eisenerz                      | Bronze im Einzel Junioren             |                                       |
| Gold                                  | 2010 in Seefeld                       | Gold im Einzel Junioren               |                                       |

| Österreichische Schülermeisterschaften | Österreichische Schülermeisterschaften | Österreichische Schülermeisterschaften | Österreichische Schülermeisterschaften |
| -------------------------------------- | -------------------------------------- | -------------------------------------- | -------------------------------------- |
| Bronze                                 | 2008 in Villach                        | Bronze im Einzel Schüler II            |                                        |